# Helgi Magnússon
Helgi Már Magnússon (Reykjavík, 27 agosto 1982) è un ex cestista e allenatore di pallacanestro islandese.

## Carriera
Con l'Islanda ha disputato i Campionati europei del 2015.